# Pavel Svoboda (politik, 1953)
Pavel Svoboda (* 1. listopadu 1953, Kroměříž) je český politik, v letech 2006 až 2013 poslanec Poslanecké sněmovny za ODS. Byl dlouholetým členem zastupitelstva města Holešova.

## Biografie a politické působení
Vystudoval Gymnázium Ladislava Jaroše v Holešově, pak SA SEŠ v Kroměříži. Působil jako daňový poradce. Je ženatý, má dva syny a dceru.
Členem ODS se stal roku 1992. V komunálních volbách roku 1994 byl za ODS zvolen do zastupitelstva města Holešov. V komunálních volbách roku 1998 a komunálních volbách roku 2002 sem kandidoval neúspěšně a opětovně byl do tamního zastupitelstva zvolen v komunálních volbách roku 2006 a komunálních volbách roku 2010. Profesně se k roku 1998 a 2002 uvádí jako daňový poradce, následně roku 2006 a 2010 coby poslanec. V roce 2010 se stal členem městské rady (na postu radního působil již v letech 1994-1998). V letech 2012 až 2014 byl starostou Holešova, poté, co jeho stranický kolega Zdeněk Janalík na funkci rezignoval.
Ve volbách roku 2006 se stal za ODS členem dolní komory českého parlamentu (volební obvod Zlínský kraj). Byl členem sněmovního rozpočtového výboru a kontrolního výboru. Poslanecký mandát obhájil ve volbách roku 2010. Opět byl členem rozpočtového výboru. Od 30. května 2010 do 11. května 2011 byl i místopředsedou poslaneckého klubu ODS. Ve sněmovně podal kontroverzní návrh v debatě o regulaci výnosů z loterií, kdy odmítl vládní návrh, který počítal s tím, že odvody z loterií půjdou do rozpočtů obcí a do státního rozpočtu. Hazard podporoval také ve funkci starosty s odůvodněním, že pravidelně přináší do městské pokladny zisk ve výši deseti milionů korun. Podařilo se mu zamítnout opoziční návrhy na regulaci nebo zákaz hazardu ve městě a v roce 2014 také omezit dopad referenda proti hazardu tím, že termín jeho konání oddělil od termínu obecních voleb. V obecních volbách, které se konaly měsíc po referendu pak sice ODS drtivě prohrála (ze 7 mandátů obhájila jen 2), ale Svoboda, který stál v čele kandidátky, zůstal i nadále členem zastupitelstva. V dalších volbách v roce 2018, které pro ODS dopadly stejně špatně, už Svoboda mandát neobhájil (přestože byl opět na popřední a tudíž volitelné pozici kandidátky ODS, voliči jej tzv. vykřížkovali).